# 融雪型火山泥流
融雪型火山泥流（ゆうせつがたかざんでいりゅう）は、火山活動によって火山を覆う雪や氷が融かされることで発生し、火山噴出物と水が混合して地表を流れる現象。流速は時速数十kmに達することがあり、谷筋や沢沿いを遠方まで流下することがある。弾道を描いて飛散する大きな噴石や火砕流と同様、発生から短時間で火口周辺や居住地域に到達する場合があり、避難までの時間的猶予がほとんどないことから、融雪型火山泥流の発生が予想される場合は噴火警報が発表され、到達が予想される地域に警戒が呼びかけられる。
積雪がある火山でしか起こりえない。例えば浅間山では、中腹以上の積雪量が平均50cm以上の場合に、融雪型火山泥流を考慮した噴火警報が発表される。影響範囲は広域に及び、例えば海から遠く離れた十和田火山の場合、噴火の規模によっては数十kmを流下し海岸部まで到達することも想定されている。ただし大規模な融雪型火山泥流を引き起こすには、大量の積雪と、広範囲の雪を融かすだけの量の高温の噴出物が必要であり、一般的には大規模なマグマ噴火に際して発生する。
過去の事例としては、1926年の十勝岳噴火や、1985年のネバドデルルイス火山噴火の事例がよく知られている。